# 中华职业教育社

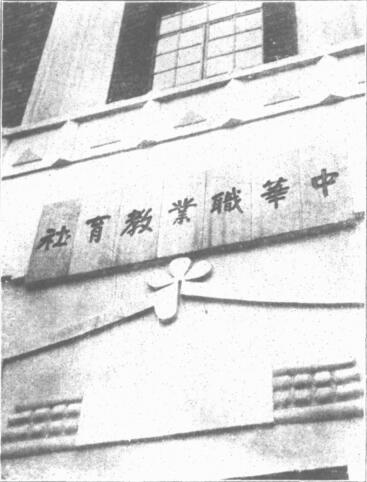
1934年的上海中华职业教育社门楼

中华职业教育社（英語：The National Association of Vocational Education of China，缩写为）是中国的一个社会团体。1917年5月6日在上海创立，发起人是黄炎培和蔡元培、梁启超、张謇、宋汉章等48人，结社宗旨是“谋个性之发展，为个人谋生之准备，为个人服务社会之准备，为国家及世界增进生产力之准备”；“使无业者有业，使有业者乐业”。 1941年，中华职业教育社参与发起组织中国民主政团同盟。2004年，中华职业教育社成为联合国公共信息部联系的非政府组织成员。2010年，中华职业教育社成为联合国经社理事会联系的具有咨商地位的非政府组织成员。
该社现领导机构是中华职业教育社理事会，现任理事长为郝明金。该社在天津、河北、内蒙古、黑龙江、上海、安徽、福建、河南、湖南、广东、海南、重庆、云南、陕西、甘肃、辽宁、西藏等17个省、市、自治区建有省级组织，深圳、吉林（市）、杭州、贵阳、青岛等5个市建有直属总社管辖的市级组织。共有1千余个团体社员单位和2万余名社员分布全国各地。

## 沿革
中华职业教育社成立之初，借用上海西门外林荫路方斜路口的江苏省教育会馆的房舍为社所。后因各项事业发展不敷使用，社内组织委员会筹措新建。委员会由钱新之任主席，许秋驷、黄炎培等17人为委员。经多年努力，最后得华龙路、环龙路口（今雁荡路80号）清册道契2823号地号一块，面积5分2毫。设计楼高5层，为西班牙建筑风格。建楼所需各项经费及筹措，共约5万余两白银，主要为借贷，部分为社员捐款。1929年8月7日动工，1930年7月20日落成。邹韬奋主编的《生活周刊》发行部和编辑部设在底层，还有能容两百人的比乐堂，匾额由马相伯所题。
自建社所完成后，该楼成为中华职教社工作活动以及联络中心。蔡元培、王云五、陶行知、章乃器、舒新城、杜重远等在这里发表演讲。董竹君在底楼开设过锦江茶室。1946年1月，中国民主建国会上海分会筹备委员会设于此，并于11月举行成立大会。1946年8月，由中华职业教育社发起创办的比乐中学也设于这所大楼内。中华人民共和国成立后，中华职业教育社总部迁北京，上海设立分社，仍沿用雁荡路80号原社址办公。1984年、1988年，举办中华职工中专学校和上海中华职业进修学院。
中华职业教育社历次代表大会为：
- 中华职业教育社第一次全国代表大会，1943年3月
- 中华职业教育社第二次全国代表大会，1946年8月
- 中华职业教育社第三次全国代表大会，1950年9月
- 中华职业教育社第四次全国代表大会，1959年11月（未召开，仅召开理、监事联席会议）
- 中华职业教育社第五次全国代表大会，1983年5月
- 中华职业教育社第六次全国代表大会，1989年5月
- 中华职业教育社第七次全国代表大会，1994年5月
- 中华职业教育社第八次全国代表大会，1999年11月
- 中华职业教育社第九次全国代表大会，2004年12月
- 中华职业教育社第十次全国代表大会，2009年8月
- 中华职业教育社第十一次全国代表大会，2014年12月
- 中华职业教育社第十二次全国代表大会，2019年2月

## 机构设置
根据有关规定，中华职业教育社总社机关设置下列机构：

### 内设机构
- 办公室
- 研究部
- 社会服务部
- 组织宣传部
- 联络部

## 历任领导
名誉理事长
1. 孔祥熙（1946年8月－1950年9月）（第二届理监事会名誉理事长）
2. 费孝通（1994年5月 - 2005年4月）（第七、八、九届理事会名誉理事长）
3. 王光英（1994年5月 - 2009年8月）（第七、八、九届理事会名誉理事长）
4. 钱伟长（1994年5月 - 2009年8月）（第七、八、九届理事会名誉理事长）
5. 孙起孟（1999年11月－2009年8月）（第八、九届理事会名誉理事长）

理事长
1. 钱永铭（1943年3月－1946年8月）[5]
2. 钱永铭（1946年8月－1950年9月）
3. 黄炎培（1950年9月－1959年11月）
4. 黄炎培（1959年11月－1965年12月）
5. 胡厥文（1983年5月－1989年5月）
6. 孙起孟（1989年5月－1994年5月）
7. 孙起孟（1994年5月－1999年11月）
8. 成思危（1999年11月－2004年12月）
9. 成思危（2004年12月－2009年8月）
10. 张榕明（2009年8月 - 2014年12月）
11. 陈昌智（2014年12月 - 2019年2月）
12. 郝明金（2019年2月 - ）